# Lijst van programma's van Veronica TV (Talpa TV)
Dit is een lijst van Nederlandse programma's die werden of worden uitgezonden door de Nederlandse televisiezender Veronica. Aangekochte buitenlandse programma's staan (nog) niet (geheel) in deze lijst.
De jaartallen geven aan wanneer het programma bij Veronica te zien was of is. Een programma kan daarvoor en/of daarna ook bij een andere zender of omroep te zien zijn geweest. Voor de periode 1995–2001, zie dan deze Lijst van programma's van Veronica.

## Programma's
Legenda
 Huidige en komende programma's zijn gemarkeerd met een blauw blokje.

## 2
|  | Programma                          | Periode | Presentatie/Medewerkers/Acteurs  | Opmerkingen |
|  | ---------------------------------- | ------- | -------------------------------- | ----------- |
|  | 20 Jaar VI: Einde van een tijdperk | 2022    | Voice-over: Marcel van Roosmalen |             |

## A
|  | Programma                                 | Periode | Presentatie/Medewerkers/Acteurs                                                                                           | Opmerkingen |
|  | ----------------------------------------- | ------- | --- | ----------- |
|  | A1 Highway Patrol                         |         | |             |
|  | Accused (Serie)                           | 2024    | |             |
|  | Achter de linies: Missie Mali             |         | |             |
|  | Alert: Missing Persons Unit (Serie)       | 2024    | |             |
|  | Andy VS Wesley: Scoren in de Kelderklasse | 2022    | Andy van der Meijde en Wesley Sneijder Gasten: Sjaak Swart, Fajah Lourens en Roelof Luinge Voice-over: Frank Lammers \|\| |             |
|  | Anger Management (Serie)                  |         | |             |
|  | Animal Airport                            |         | |             |
|  | Animal Control                            | 2024    | |             |

## B
|  | Programma                                       | Periode | Presentatie/Medewerkers/Acteurs | Opmerkingen |
|  | ----------------------------------------------- | ------- | ------------------------------- | ----------- |
|  | B Positive (Serie)                              | 2023    |                                 |             |
|  | Beat De Mol                                     | 2010    | Johnny de Mol                   |             |
|  | Bergafwaarts                                    | 2023    | JayJay Boske en Moïse Trustfull | [ 1 ]       |
|  | Blindspot (Serie)                               |         |                                 |             |
|  | Bonobos (Serie)                                 |         |                                 |             |
|  | Booze Britain (Serie)                           |         |                                 |             |
|  | Border Security (Serie)                         |         |                                 |             |
|  | Border Security: Australia's Front Line (Serie) |         |                                 |             |
|  | Border Security: Canada (Serie)                 |         |                                 |             |
|  | Border Security: USA (Serie)                    |         |                                 |             |

## C
|  | Programma                         | Periode   | Presentatie/Medewerkers/Acteurs                    | Opmerkingen |
|  | --------------------------------- | --------- | -------------------------------------------------- | ----------- |
|  | Café Hendriks & Genee             | 2019      | Wilfred Genee en Hélène Hendriks                   |             |
|  | Casanova Bootcamp                 | 2012      | Tess Milne                                         |             |
|  | Call Me Kat (Serie)               | 2022–     |                                                    |             |
|  | Carbonaro Effect                  |           |                                                    |             |
|  | Caiga Quien Caiga                 | 2009–2010 | Beau van Erven Dorens, Pieter Jouke en Daan Nieber |             |
|  | Clarkson's Farm                   | 2024      |                                                    |             |
|  | Criminal Minds (Serie)            | 2024      |                                                    |             |
|  | Criminal Minds: Evolution (Serie) | 2023–     |                                                    |             |

## D
|  | Programma                     | Periode    | Presentatie/Medewerkers/Acteurs                     | Opmerkingen |
|  | ----------------------------- | ---------- | --------------------------------------------------- | ----------- |
|  | Dashcam Disasters             | 2022–      |                                                     |             |
|  | Day1                          | 2023       | JayJay Boske                                        |             |
|  | De Fukkers                    | 2012       | Tim Haars, Tess Milne, JayJay Boske en Sjaak van Es |             |
|  | De Kleedkamer (Serie)         |            |                                                     |             |
|  | De Klusklauwen                | 2023       |                                                     |             |
|  | De Kraak (Serie)              | 2022       |                                                     |             |
|  | De Voetbaltrainer             | 2023       |                                                     | [ 2 ]       |
|  | De Wereld van de Marechaussee | 2022 2024  |                                                     |             |
|  | Down met Johnny               | 2008, 2011 | Johnny de Mol                                       |             |
|  | Dynasty (Serie)               |            |                                                     |             |

## E
|  | Programma             | Periode | Presentatie/Medewerkers/Acteurs | Opmerkingen |
|  | --------------------- | ------- | ------------------------------- | ----------- |
|  | Enfusion (Live sport) |         |                                 |             |

## F
|  | Programma                  | Periode   | Presentatie/Medewerkers/Acteurs                | Opmerkingen |
|  | -------------------------- | --------- | ---------------------------------------------- | ----------- |
|  | FBI (Serie)                | 2019–     |                                                |             |
|  | FBI: Most Wanted (Serie)   | 2021–     |                                                |             |
|  | FBI: International (Serie) | 2022–     |                                                |             |
|  | Fearonica                  | 2016-2018 |                                                |             |
|  | First on Scene             | 2024–     |                                                |             |
|  | Fobiac                     | 2008–2011 | Lange Frans, Suzanne de Jong en Lauren Verster |             |
|  | Frasier (Serie)            | 2024–     |                                                |             |
|  | Funniest Fails             |           |                                                |             |

## G
|  | Programma                         | Periode | Presentatie/Medewerkers/Acteurs           | Opmerkingen |
|  | --------------------------------- | ------- | ----------------------------------------- | ----------- |
|  | Glory Kickboxing (Live sport)     |         | Hélène Hendriks Verslaggever: Mark Schaaf |             |
|  | Go-Big Show                       | 2023    |                                           |             |
|  | Goed Fout                         | 2010    |                                           |             |
|  | Gotham (Serie)                    |         |                                           |             |
|  | The Greatest At Home Videos       | 2020–   | Cedric the Entertainer                    |             |
|  | Great Escapes with Morgan Freeman | 2023    | Morgan Freeman                            |             |
|  | Grensoverschrijdend (Serie)       | 2021    |                                           |             |

## H
|  | Programma             | Periode | Presentatie/Medewerkers/Acteurs | Opmerkingen |
|  | --------------------- | ------- | ------------------------------- | ----------- |
|  | Hawaii Five-0 (Serie) |         |                                 |             |
|  | Hufters op Beeld      | 2023–   |                                 |             |

## I
|  | Programma              | Periode | Presentatie/Medewerkers/Acteurs | Opmerkingen |
|  | ---------------------- | ------- | ------------------------------- | ----------- |
|  | Ik ook van jou (Serie) |         |                                 |             |
|  | ING Oranjevriendjes    |         |                                 |             |
|  | Into The Waves (Serie) | 2017    |                                 |             |
|  | Izombie                |         |                                 |             |

## J
|  | Programma        | Periode | Presentatie/Medewerkers/Acteurs                         | Opmerkingen |
|  | ---------------- | ------- | ------------------------------------------------------- | ----------- |
|  | Het Jachtseizoen | 2019    | Giel de Winter, Stefan Jurriens en Thomas van der Vlugt |             |
|  | Jensen Laat      | 2013    | Robert Jensen                                           |             |
|  | Jensen Later     | 2013    | Robert Jensen                                           |             |

## K
|  | Programma                              | Periode   | Presentatie/Medewerkers/Acteurs | Opmerkingen |
|  | -------------------------------------- | --------- | ------------------------------- | ----------- |
|  | Kevin Can Wait (Serie)                 |           |                                 |             |
|  | Komt Een Belg Bij De Dokter (Serie)    |           |                                 |             |
|  | Komt Een Blondje Bij De Dokter (Serie) |           |                                 |             |
|  | Komt Een Man Bij De Dokter (Serie)     | 2021–2022 |                                 |             |

## L
|  | Programma             | Periode   | Presentatie/Medewerkers/Acteurs | Opmerkingen |
|  | --------------------- | --------- | ------------------------------- | ----------- |
|  | Lauren Verslaat       | 2011      | Lauren Verster                  |             |
|  | Lethal Weapon (Serie) |           |                                 |             |
|  | Life After Football   |           |                                 |             |
|  | Littekens             | 2019–2020 | Wilfred Genee                   |             |

## M
|  | Programma                     | Periode   | Presentatie/Medewerkers/Acteurs | Opmerkingen |
|  | ----------------------------- | --------- | ------------------------------- | ----------- |
|  | MacGyver (Serie)              |           |                                 |             |
|  | Magnum, P.I. (Serie)          |           |                                 |             |
|  | Man with a plan (Serie)       |           |                                 |             |
|  | Manhunt: Deadly Games (Serie) | 2021      |                                 |             |
|  | M!LF                          | 2011      | Victor Brands en Steye van Dam  |             |
|  | Manhunt: Unabomber (Serie)    |           |                                 |             |
|  | Modern Family (Serie)         | 2024–2025 |                                 |             |
|  | Mom (Serie)                   |           |                                 |             |
|  | Movies Explained              |           |                                 |             |

## N
|  | Programma                     | Periode | Presentatie/Medewerkers/Acteurs | Opmerkingen |
|  | ----------------------------- | ------- | ------------------------------- | ----------- |
|  | Ninja Warrior NL              |         |                                 |             |
|  | Noodcentrale                  | 2021–?  |                                 |             |
|  | NY Times: El Chapo (Docu)     | 2021    |                                 |             |
|  | NY Times: Fake Believe (Docu) | 2021    |                                 |             |
|  | NY Times: The Sicario (Docu)  | 2021    |                                 |             |
|  | NY Times: The Hot List (Docu) | 2021    |                                 |             |

## O
|  | Programma   | Periode | Presentatie/Medewerkers/Acteurs | Opmerkingen |
|  | ----------- | ------- | ------------------------------- | ----------- |
|  | Overtreders | 2011-   |                                 |             |

## P
|  | Programma                                         | Periode | Presentatie/Medewerkers/Acteurs | Opmerkingen |
|  | ------------------------------------------------- | ------- | ------------------------------- | ----------- |
|  | Paradijsvoetballers                               |         |                                 |             |
|  | Paradijsvoetballers: The American Dream (Special) | 2023    | Nick Marsman en Maarten Paes    |             |
|  | Pawn Stars                                        |         |                                 |             |
|  | Power Slap                                        | 2025    | Mark Schaaf en Remy Bonjasky    |             |

## R
|  | Programma        | Periode | Presentatie/Medewerkers/Acteurs                                                                    | Opmerkingen |
|  | ---------------- | ------- | -------------------------------------------------------------------------------------------------- | ----------- |
|  | Ranking The Cars |         | |             |
|  | Roadtrippers     | 2014    | Giel de Winter, Stefan Jurriens, Thomas van der Vlugt, Simon Zijlemans, JayJay Boske en Tess Milne |             |

## S
|  | Programma                 | Periode | Presentatie/Medewerkers/Acteurs | Opmerkingen |
|  | ------------------------- | ------- | ------------------------------- | ----------- |
|  | Schitt's Creek (Serie)    | 2024    |                                 |             |
|  | SEAL Team (Serie)         | 2023    |                                 |             |
|  | S.W.A.T. (Serie)          |         |                                 |             |
|  | Scorpion (Serie)          |         |                                 |             |
|  | Star Trek: Picard (Serie) | 2021    |                                 |             |
|  | Storage Wars              |         |                                 |             |
|  | Surveillance              |         |                                 |             |

## T
|  | Programma                   | Periode   | Presentatie/Medewerkers/Acteurs                             | Opmerkingen |
|  | --------------------------- | --------- | ----------------------------------------------------------- | ----------- |
|  | Tattoo Trippers             | 2018      |                                                             |             |
|  | The Anti-Bucketlist         |           | Joost Kraima, Martijn Manschot, Niels Oosthoek              |             |
|  | The Bettle                  | 2021      | Hélène Hendriks Teamcaptains: Leo Alkemade en Frank Lammers |             |
|  | The Big Bang Theory (Serie) |           |                                                             |             |
|  | The Embassy (Serie)         |           |                                                             |             |
|  | The Grand Tour              | 2023–2025 |                                                             |             |
|  | The Hunter: Il Cacciatore   |           |                                                             |             |
|  | The King of Queens (Serie)  |           |                                                             |             |
|  | The Last Ship               |           |                                                             |             |
|  | The Next Icons              |           |                                                             |             |
|  | The Ocean Race              |           |                                                             |             |
|  | The Pain Game               | 2012      | Veronica van Hoogdalem                                      |             |
|  | The Scouts                  |           |                                                             |             |
|  | The Young Ones              | 2012      |                                                             |             |
|  | Top Gear                    |           |                                                             |             |
|  | Total Blackout              | 2011      | Tim Haars                                                   |             |
|  | Tough as Nails Nederland    | 2023      | Edson da Graça en Jelka van Houten                          |             |
|  | Two and a Half Men (Serie)  |           |                                                             |             |

## U
|  | Programma                           | Periode   | Presentatie/Medewerkers/Acteurs | Opmerkingen |
|  | ----------------------------------- | --------- | --- | ----------- |
|  | UEFA Champions League (Live sport)  | 2016–2020 | Wilfred Genee en Hélène Hendriks Analisten: Dick Advocaat, Ronald de Boer, Johan Derksen, René van der Gijp en Wim Kieft                                             |             |
|  | UEFA Champions League Magazine      |           | |             |
|  | UEFA Europa League (Live sport)     | 2021–2024 | Wilfred Genee (2021, 2024) en Hélène Hendriks (2021–2024) Analisten: Johan Derksen, René van der Gijp (beide 2021), Wim Kieft (2021–2024) en Kees Jansma (2022–2024) |             |
|  | UEFA Conference League (Live sport) | 2021–2024 | Wilfred Genee (2021, 2024) en Hélène Hendriks (2021–2024) Analisten: Johan Derksen, René van der Gijp (beide 2021), Wim Kieft (2021–2024) en Kees Jansma (2022–2024) |             |
|  | UFC (Live sport)                    |           | Hélène Hendriks, Mark Schaaf |             |
|  | Undercover Boss                     | 2010–2011 | Lauren Verster |             |

## V
|  | Programma                  | Periode   | Presentatie/Medewerkers/Acteurs | Opmerkingen |
|  | -------------------------- | --------- | --- | ----------- |
|  | Veronica Goes Couchsurfing | 2012      | Veronica van Hoogdalem en Tim Haars |             |
|  | Veronica GP Magazine       | 2023      | Bas van Werven en Mark Koense |             |
|  | Veronica Inside            | 2018–2021 | Wilfred Genee Vaste gasten: Johan Derksen en René van der Gijp Wisselende gasten: Jan Boskamp (2018–2021), Valentijn Driessen (2018–2021), Wim Kieft (2019–2021) en Hans Kraay jr. (2018–2021) Deskundigen: Martijn Krabbendam (2019–2021), Bas Nijhuis (2019–2021), Marcel van Roosmalen (2019), Chris Woerts (2020–2021) en Thomas van Groningen (2021) Verslaggevers: Wytse van der Goot (2018–2021), Hélène Hendriks (2018–2021) en Dennis Schouten (2018–2019) |             |
|  | Veronica Offside           | 2022–2024 | Wilfred Genee Vaste gasten: Wim Kieft, Andy van der Meijde en Wesley Sneijder Wisselende gasten: Dick Advocaat, John de Bever, Jan Boskamp, Kees Jansma en Martijn Krabbendam |             |
|  | Veronica Telt Af           | 2023      | |             |

## W
|  | Programma          | Periode   | Presentatie/Medewerkers/Acteurs | Opmerkingen |
|  | ------------------ | --------- | ------------------------------- | ----------- |
|  | Waar is De Mol?    | 2008–2010 | Johnny de Mol                   |             |
|  | Wall of Sound      | 2022      |                                 |             |
|  | Welcome to Wrexham | 2024–2025 |                                 |             |
|  | Werners Garage     | 2022      | Werner Budding                  |             |

## #
|  | Programma | Periode | Presentatie/Medewerkers/Acteurs | Opmerkingen |
|  | --------- | ------- | ------------------------------- | ----------- |
|  | #Kansloos | 2012    | Bardo Ellens & Thomas Smagge    |             |